# Protea montana
Protea montana är en tvåhjärtbladig växtart som beskrevs av Ernst Meyer och Meissn.. Protea montana ingår i släktet Protea och familjen Proteaceae. Inga underarter finns listade i Catalogue of Life.